# Симарро, Марио
Марио Антонио Симарро Пас (исп. Mario Antonio Cimarro Paz) (1 июня 1971, Гавана, Куба) — латиноамериканский актёр кубинского происхождения.

## Биография
Родился 1 июня 1971 года (по другим данным — 1969) в семье Антонио Луиса Симарро и Марии Каридад Пас, имеет сестру Марию Антонию. Учился актёрскому мастерству в школе киностудии Телевиса в Мексике, получил мексиканское гражданство. С 1999 по 2006 годы был женат на актрисе Наталье Стрейгнард.
Стартом его кинокарьеры стал известный голливудский фильм «Ромео + Джульетта» с Леонардо Ди Каприо в главной роли. Начинающему актёру досталась роль вышибалы в семье Капулетти.
В 2002 году снимался вместе с актрисой Марлене Фавелой в сериале «Дикая Кошка». С ней же в 2011 году снялся в сериале «Наследники дель Монте».
После съёмок в сериале «Узурпаторша» его стали приглашать на главные роли. Настоящий успех пришёл к нему после съёмок в латиноамериканских сериалах: Дикая кошка, Тайная страсть, Вторая жизнь, Предательство.

## Сериалы
- «Acapulco, cuerpo y alma» / "Акапулько, тело и душа" (Мексика,1995)
- «Cancion de amor» / "Песня любви" (Мексика,1996)
- «Sentimientos ajenos» / "Чужие чувства" (Мексика,1996) — Рамиро
- «Gente bien» / "Хорошие люди" (Мексика,1997) — Херардо Фелипе
- «Узурпаторша» (Мексика,1998) — Лусиано Алькантера
- «La Mujer de mi Vida» / "Женщина моей жизни" (Венесуэла, 1998) — Антонио Адольфо
- «La Casa en la playa» / "Дом на пляже" (2000) — Роберто Вильяреаль
- «Mas que amor, frenesi» / "Больше чем любовь" (2001) — Сантьяго Герро
- «Крылья любви» / "Amor latino" (Аргентина, 2000) — Игнасио "Начо" Домек
- «Дикая кошка» (Венесуэла, 2002) — Луис Марио Арисменди
- «Тайная страсть» (Колумбия, 2003-2004) — Хуан Рейес
- «Вторая жизнь» (Колумбия, 2005) — Сальвадор Серинса / Педро Хосе Доносо
- "Афганец" «Rockaway» (2007) — Жужу
- «Puras joyitas» (2007)
- «Предательство» (Колумбия, 2008) — Уго / Альсидес де Медина
- «Mar de Amor» / Море любви (Мексика, 2009) — Виктор Мануэль
- «Los herederos Del Monte» (2011) —Хуан дель Монте
- "Coolie" (2023) - Капитан Сальвадор Сантьяго